# Pré-Alpes de Bréscia
Os Pré-Alpes de Bréscia  (em italiano:  Prealpi Bresciane) são um maciço montanhoso que se encontra na região de Lombardia na província de Bréscia, na origem do nome deste alpes, da  Itália. O ponto mais alto é o Monte Colombine com 2.215 m.

## Localização
Os Pré-Alpes de Bréscia está delimitado a Norte pelo Lago de Iseo e a Oeste pelo vale Sabbia, a norte do qual se vão encontrar os contrafortes dos Alpes de Adamello e de Presanella

## SOIUSA
A Subdivisão Orográfica Internacional Unificada do Sistema Alpino (SOIUSA) dividiu os Alpes em duas grandes Partes: Alpes Ocidentais e Alpes Orientais, separados pela linha formada pelo  Rio Reno - Passo de Spluga - Lago de Como - Lago de Lecco.
A secção dos Pré-Alpes de Bréscia e de Garda é formada pelos Pré-Alpes de Bréscia e pelos Pré-Alpes de Garda.

### Classificação  SOIUSA
Segundo a SOIUSA este acidente geográfico é uma Sub-secção alpina com as seguintes características:
- Parte = Alpes Orientais
- Grande sector alpino = Alpes Orientais-Sul
- Secção alpina = Pré-Alpes de Bréscia e de Garda
- Sub-secção alpina =  Pré-Alpes de Bréscia
- Código = II/C-30.I